# Żleb Franza

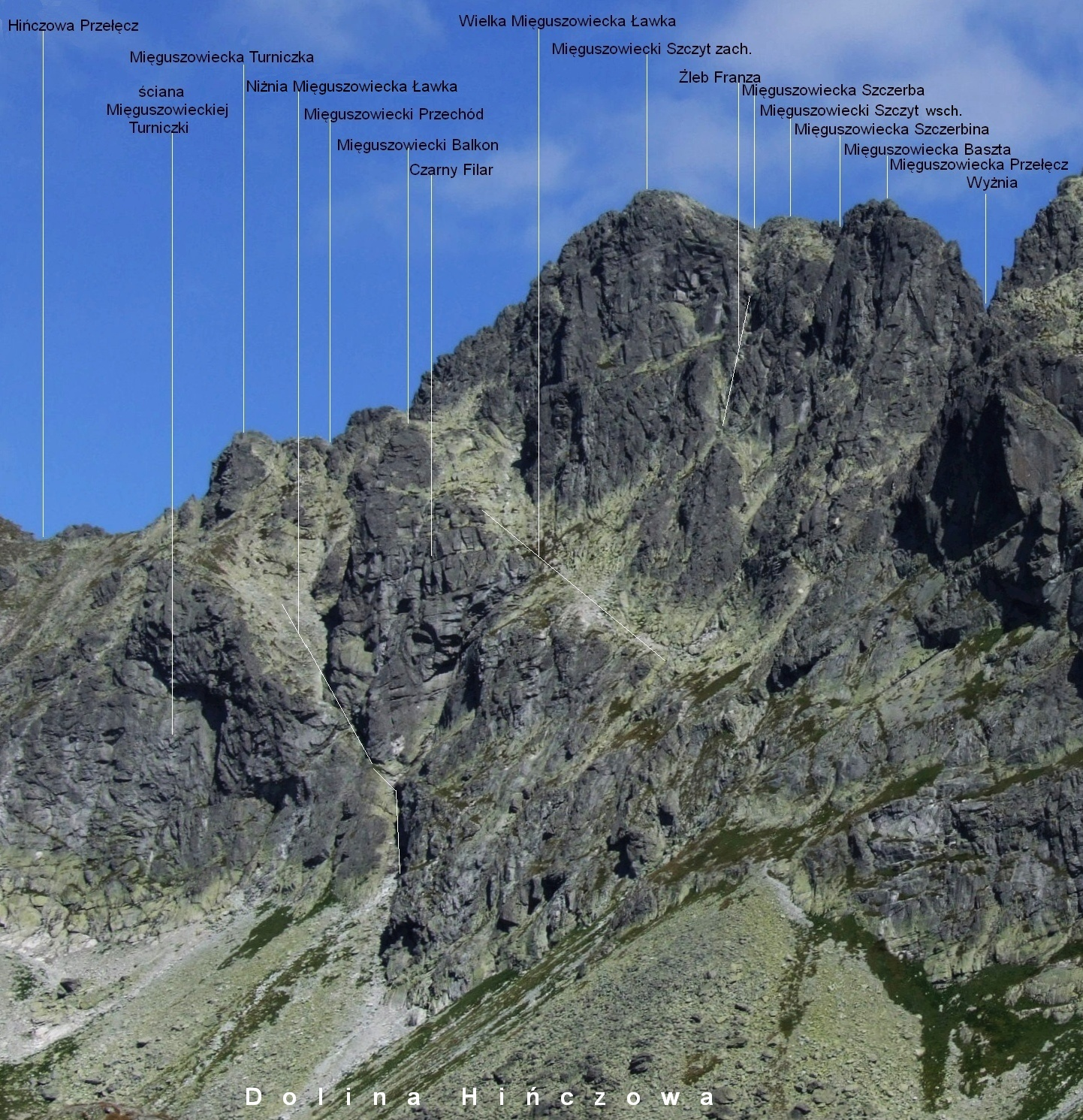
Widok z Doliny Hińczowej

Żleb Franza – żleb na południowej ścianie Mięguszowieckiego Szczytu (2438 m) w Tatrach Wysokich. Opada spod Mięguszowieckiej Szczerby – przełączki między wschodnim i zachodnim wierzchołkiem tego szczytu. W dolnej części, poniżej systemu prawie poziomych półek i zachodzików żleb ten rozgałęzia się na dwa ramiona rozdzielone stromym i wybitnym żebrem. Główny ciąg stanowi lewa (patrząc od dołu) gałąź tego żlebu. Obydwie kończą się na Wielkiej Mięguszowieckiej Ławce.
Żlebem Franza prowadzi droga wspinaczkowa Żlebem Franza przez Mięguszowiecką Szczerbę (II w skali tatrzańskiej, od Drogi po Głazach na Mięguszowiecką Szczerbę 30 min). W żlebie znajdują się niewielkie kominki i prożki. W jednym miejscu żleb zablokowany jest olbrzymim zaklinowanym głazem, ale można go obejść albo kominkiem (II) albo po prawej stronie żlebu (0+), albo oknem i ciasnym tunelem (IV). Pierwsze przejście: Ernst Dubke, Alfred Martin i przewodnik Johann Franz 27 września 1904 r.
Autorem nazwy żlebu jest Władysław Cywiński. Upamiętnił nią Johanna Franza. Zejście Żlebem Franza może być wykorzystane jako najbezpieczniejszy sposób opuszczenia południowej ściany Mięguszowieckiego Szczytu przy zbliżającej się burzy.